# Damat Ferid Pasha Efendic

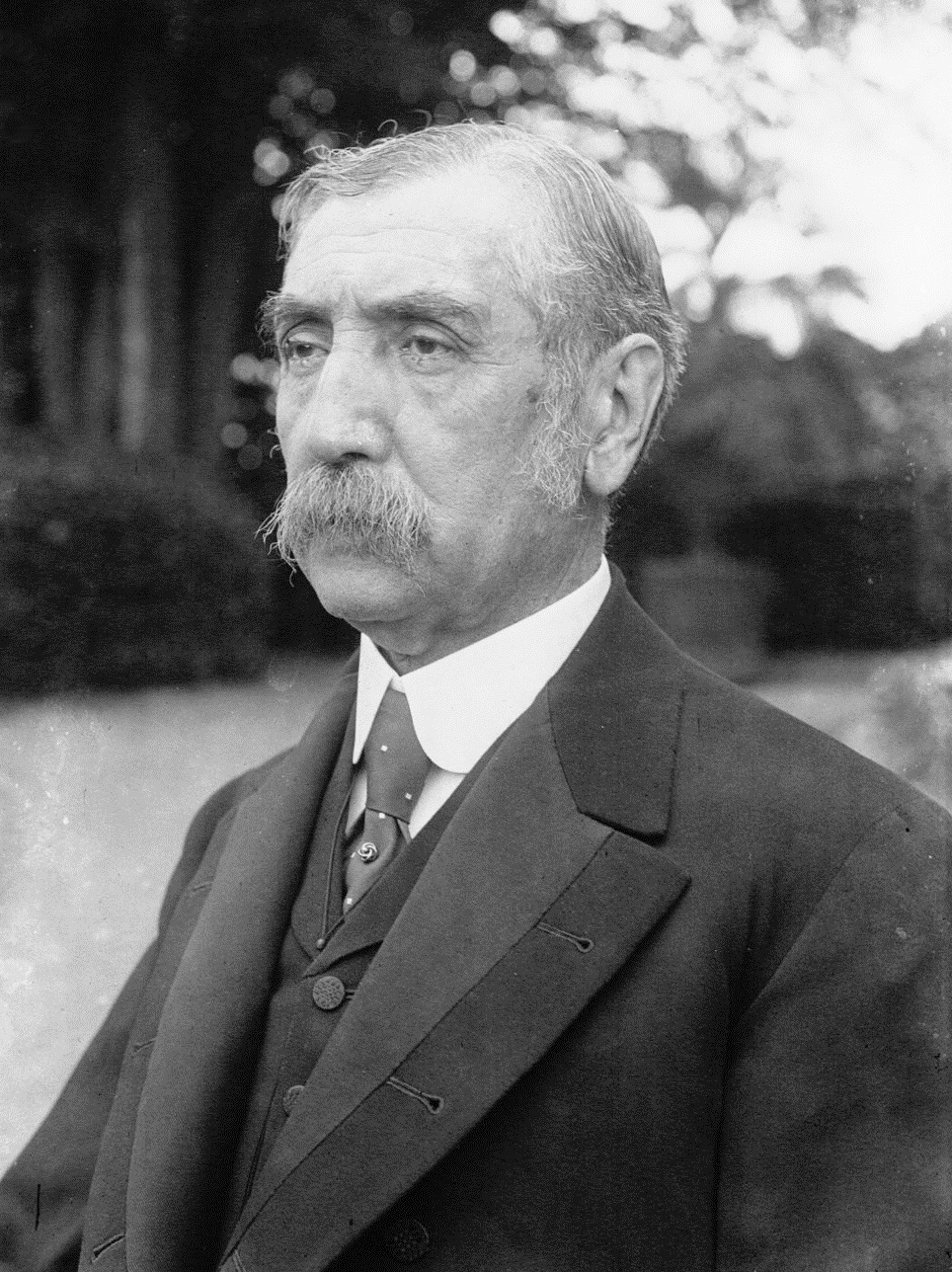
Damat Ferid Pasha, 1919

Damat Ferid Pasha född 1853 i Istanbul, död 6 oktober 1923 i Nice, var Osmanska rikets storvesir under åren 1919-1920. Han var son till Seid Izet Efendic. Han var gift med den Osmanske sultanen Abdülmecids dotter, Mediha Sultan, vilket gav honom titeln "Damat".